# Compsaditha camponota
Compsaditha camponota es una especie de arácnido del orden Pseudoscorpionida de la familia Tridenchthoniidae.

## Distribución geográfica
Se encuentra en la India.